# HD 39789
HD 39789，又名BD-19 1293，SAO 150925、HR 2060，是一颗恒星，视星等为6.69，位于銀經224.85，銀緯-21.18，其B1900.0坐标为赤經5h 49m 37.9s，赤緯-19° -21.18′ 30″。